# Підгайчики (Коломийський район)
Підга́йчики — село в Україні, у Коломийському районі Івано-Франківської області. Адміністративний центр Підгайчиківської сільської громади.

## Розташування
Село розкинулося над річкою Турка (притока Пруту), за 12 км від районного центру. Є залізничний зупинний пункт Підгайчики. Через село проходить шосе Р24.

## Історія
Село вперше згадується в писемних джерелах 1457 року, тоді воно називалося Підгайцями: «1457, 1 січня, шляхетний Іоан Кола з Мартинова записав шляхетній Ядвізі, своїй дружині, дідичці з Мартинова, 1000 марок від своєї особистої щедроти зі своїх сіл Хлебичин, Рошана в Галицькому дистрикті, Підгайче в Коломийському. Якщо ж Іоанові доведеться раніше відійти з цього світу, тоді Ядвіга, будучи вдовою або вийшовши вдруге заміж, матиме їх на весь час свого життя. Якщо вона помре, дібра відійдуть до спадкоємців Іоана без жодного звільнення в 1000 марок». Власниками села були галицький підстолій Ян Кола, після його смерті (1468 року) з 1473 року спільно брати Ян, Павел, Пйотр Коли.
На території села виявлено 14 археологічних поселень, частина артефактів з яких зберігається у шкільному музеї. Знайдені пам'ятки доби палеоліту, раннього мезоліту, підкарпатської культури шнурової кераміки, комарівської, голіградської, лукашівської, пшеворської культур, культури карпатських курганів, Київської Русі.
Упродовж XV—XIX ст. селяни з Підгайчик брали активну участь у Національно-визвольній війні українського народу під проводом Б.Хмельницького, сприяли діяльності опришків. В XIX ст. відбулось культурне і економічне піднесення в селі. Цьому сприяло скасування панщини 1848 р., відкриття школи 1872 р., будівництво залізниці 1888 р., будівництво гуральні. Чималий внесок у розвиток економіки зробили поміщики.
В XX столітті жителі села Підгайчики відчули на собі численні політичні, економічні і культурні зміни.
У червні 1931 року, підпільний комсомольський комітет села Підгайчики вирішив провести акт непокори і добитись більшої платні і зменшення робочого дня. Замість 60 грош платні вимагали 1,20 злотих і добивались десятигодинного робочого дня. Не зважаючи на втручання поліції і спроби пана Богусевича найняти робітників з інших сіл, селяни Підгайчик таки досягли своєї мети і їх вимоги були виконані.
На 01.01.1939 в селі проживало 2530 мешканців, з них 2350 українців-грекокатоликів, 130 українців-латинників, 30 поляків, 10 євреїв і 10 німців. Село входило до складу ґміни Ґвоздзєц Място Коломийського повіту Станиславівського воєводства Польщі.
У період Другої світової війни жителі Підгайчик були у складі Червоної Армії, дивізії СС «Галичина», у лавах УПА. Не обминули селян і репресії радянського партійного керівництва, багато людей було вивезено на Сибір, фізично знищено, зруйновано багато каплиць, хрестів. З 60-х років в селі відбулося потужне економічне зростання завдяки діяльності Василя Ткачука.

## Населення

### Мова
Розподіл населення за рідною мовою за даними перепису 2001 року:
| Мова       | Кількість | Відсоток |
| ---------- | --------- | -------- |
| українська | 2646      | 99.59 %  |
| російська  | 10        | 0.38 %   |
| польська   | 1         | 0.03 %   |
| Усього     | 2657      | 100 %    |

## Церква
Храм Благовіщення Пречистої Діви Марії 1854 р. — пам'ятка архітектури місцевого значення № 828. Настоятель — митр. прот. Михайло Сметанюк. У 2016 р. перейшла з-під юрисдикції УАПЦ в УПЦ КП.

## Сучасність
В селі є загальноосвітня школа І-III ст., збудована 1976 року, будинок культури, сільська бібліотека.

## Відомі люди
- Архимандрит Олексій (1975, в миру — Мензатюк Сергій Іванович) — архімандрит, намісник Свято-Преображенського Угорницького монастиря.
- Іван Вихованюк (1949—2014) — лікар-кардіолог, педагог, доктор медичних наук.
- Ольга Сенюк (1929—2019) — філолог, перекладачка з германських мов.